# Nati nel 1921/Marzo
| Questa pagina contiene informazioni ricavate automaticamente dalle voci biografiche con l'ausilio del template Bio e di un bot. L'aggiornamento è periodico e automatico e ricostruisce completamente la pagina. Se manca una persona in questa lista, sei pregato di non aggiungerla, ma accertati piuttosto che la sua voce biografica contenga il template Bio e che i dati anagrafici siano correttamente compilati. Se il template Bio manca, inseriscilo tu stesso o, in alternativa, metti l'avviso {{tmp\|Bio}} che ne segnala la mancanza. Se i dati riportati sono sbagliati, correggi direttamente la voce biografica; le modifiche saranno visibili in questa lista entro pochi giorni. Per chiarimenti vedi il progetto biografie. La lista contiene solo le 186 persone che sono citate nell'enciclopedia e per le quali è stato implementato correttamente il template Bio. Pagina aggiornata al 18 ago 2025. |

- 1º marzo - Gaby Aghion, stilista francese († 2014)
- 1º marzo - Achille Ardigò, sociologo e politico italiano († 2008)
- 1º marzo - Carlotta d'Asburgo-Lorena, duchessa († 1989)
- 1º marzo - Kenny Baker, trombettista e compositore britannico († 1999)
- 1º marzo - Jack Clayton, regista inglese († 1995)
- 1º marzo - Terence Cooke, cardinale e arcivescovo cattolico statunitense († 1983)
- 1º marzo - Jim Delaney, pesista statunitense († 2012)
- 1º marzo - Rosendo Hernández, calciatore spagnolo († 2006)
- 1º marzo - Giuseppe Piromalli, mafioso italiano († 2005)
- 1º marzo - Giovanni Pramaggiore, calciatore italiano
- 1º marzo - Richard Wilbur, poeta statunitense († 2017)
- 1º marzo - Isabella Quarantotti, scrittrice, drammaturga e traduttrice italiana († 2005)
- 1º marzo - Ferruccio Rossi-Landi, filosofo e semiologo italiano († 1985)
- 2 marzo - Giovanni Cappelletti, presbitero e scrittore italiano († 1993)
- 2 marzo - Washington Etchamendi, allenatore di calcio uruguaiano († 1976)
- 2 marzo - Kazimierz Górski, allenatore di calcio e calciatore polacco († 2006)
- 2 marzo - Ernst Haas, fotografo austriaco († 1986)
- 2 marzo - Franco Leggio, anarchico italiano († 2006)
- 2 marzo - Brenda Lewis, soprano statunitense († 2017)
- 2 marzo - Ghigo Masino, attore e comico italiano († 1985)
- 2 marzo - Troy Melton, attore e stuntman statunitense († 1995)
- 3 marzo - Diana Barrymore, attrice statunitense († 1960)
- 3 marzo - Paul Guimard, scrittore francese († 2004)
- 3 marzo - Tony Peyton, cestista statunitense († 2007)
- 3 marzo - Adone Stellin, calciatore italiano († 1996)
- 4 marzo - Luigi Bertani, calciatore italiano
- 4 marzo - Renato Crotti, imprenditore e scrittore italiano († 2015)
- 4 marzo - Ademilde Fonseca, cantante brasiliana († 2012)
- 4 marzo - Joan Greenwood, attrice britannica († 1987)
- 4 marzo - Renzo Nanni, poeta e scrittore italiano († 2004)
- 4 marzo - Dinny Pails, tennista australiano († 1986)
- 5 marzo - Dante Arfelli, scrittore italiano († 1995)
- 5 marzo - José Bustamante, calciatore boliviano
- 5 marzo - Mohamed Cherkaoui, politico marocchino († 2022)
- 5 marzo - Sergio De Giacinto, pedagogista italiano († 1989)
- 5 marzo - Árpád Fekete, allenatore di calcio e calciatore ungherese († 2012)
- 5 marzo - Leon Gauchat, cestista statunitense († 1971)
- 5 marzo - Aldo Giuliani, calciatore italiano
- 5 marzo - Johnny Norlander, cestista statunitense († 2002)
- 5 marzo - Artëm Fëdorovič Sergeev, generale sovietico († 2008)
- 6 marzo - Romolo Alzani, calciatore, allenatore di calcio e dirigente sportivo italiano († 2002)
- 6 marzo - Piero Carini, pilota automobilistico italiano († 1957)
- 6 marzo - Arcangelo Chiocchetti, fondista italiano († 2001)
- 6 marzo - Werner Düttmann, architetto, urbanista e pittore tedesco († 1983)
- 6 marzo - Akiva Jaglom, matematico, fisico e meteorologo sovietico († 2007)
- 6 marzo - Isaak Jaglom, matematico sovietico († 1988)
- 6 marzo - Giovanni Leccis, militare italiano († 1942)
- 6 marzo - Pierre-Michel Le Conte, direttore d'orchestra francese († 2000)
- 6 marzo - Antonio Olearo, partigiano e operaio italiano († 1945)
- 6 marzo - Julius Rudel, direttore d'orchestra statunitense († 2014)
- 6 marzo - Quirino Russo, politico e avvocato italiano († 1986)
- 7 marzo - Gianni Di Palma, cantante italiano († 2002)
- 7 marzo - Alberto Predieri, giurista, economista e dirigente d'azienda italiano († 2001)
- 7 marzo - Bob Rensberger, cestista e allenatore di pallacanestro statunitense († 2007)
- 7 marzo - Mario Ventimiglia, calciatore italiano († 2005)
- 7 marzo - William Waddell, allenatore di calcio e calciatore britannico († 1992)
- 8 marzo - Alan Hale Jr., attore statunitense († 1990)
- 8 marzo - Sergio Onofre Jarpa, politico e diplomatico cileno († 2020)
- 8 marzo - Jucci Kellerman, attrice italiana († 1993)
- 8 marzo - Sahir Ludhianvi, paroliere e poeta indiano († 1980)
- 8 marzo - Domenico Taverna, poliziotto italiano († 1979)
- 8 marzo - Denys de La Patellière, regista e sceneggiatore francese († 2013)
- 9 marzo - Carl Betz, attore statunitense († 1978)
- 10 marzo - Vladimir Dëmin, calciatore e allenatore di calcio sovietico († 1966)
- 10 marzo - Josip Elic, attore statunitense († 2019)
- 10 marzo - Cec Linder, attore canadese († 1992)
- 10 marzo - Dick Murphy, cestista statunitense († 1973)
- 10 marzo - Charlotte Zucker, attrice statunitense († 2007)
- 11 marzo - Roberto Croci, calciatore italiano
- 11 marzo - Frank Harary, matematico e informatico statunitense († 2005)
- 11 marzo - Astor Piazzolla, musicista, compositore e arrangiatore argentino († 1992)
- 11 marzo - Antonio Randi, lottatore italiano († 1998)
- 12 marzo - Gianni Agnelli, imprenditore, socialite e dirigente sportivo italiano († 2003)
- 12 marzo - Dino Bruseschi, imprenditore e dirigente sportivo italiano († 1997)
- 12 marzo - Algimantas Dailidė, militare lituano († 2015)
- 12 marzo - Joe Fagan, calciatore e allenatore di calcio inglese († 2001)
- 12 marzo - Italo Gallo, grecista e papirologo italiano († 2016)
- 12 marzo - Mohammad Hashim Maiwandwal, politico afghano († 1973)
- 12 marzo - Gordon MacRae, attore e cantante statunitense († 1986)
- 12 marzo - Don McCafferty, giocatore di football americano e allenatore di football americano statunitense († 1974)
- 13 marzo - Virgilio Failla, giornalista, partigiano e politico italiano († 1979)
- 13 marzo - Philippe Nguyễn Kim Điền, arcivescovo cattolico vietnamita († 1988)
- 13 marzo - Carlo Prosperi, compositore italiano († 1990)
- 13 marzo - Gitta Sereny, giornalista e storica britannica († 2012)
- 14 marzo - Riccardo Banderali, partigiano italiano († 1945)
- 14 marzo - Paul Chaumont, cestista francese († 2011)
- 14 marzo - Lis Hartel, cavallerizza danese († 2009)
- 14 marzo - Ada Louise Huxtable, scrittrice e critica d'arte statunitense († 2013)
- 14 marzo - Ezio Santarelli, politico italiano († 2016)
- 15 marzo - Biagia Marniti, poetessa, giornalista e bibliotecaria italiana († 2006)
- 15 marzo - Joseph Sarno, regista e sceneggiatore statunitense († 2010)
- 15 marzo - Brady Walker, cestista statunitense († 2007)
- 16 marzo - Þórhallur Einarsson, calciatore islandese († 2007)
- 16 marzo - Anne Truitt, scultrice statunitense († 2004)
- 17 marzo - Meir Amit, politico, generale e agente segreto israeliano († 2009)
- 17 marzo - Bruno W. Pantel, attore, doppiatore e cabarettista tedesco († 1995)
- 18 marzo - Geoffrey Copleston, attore britannico († 1998)
- 18 marzo - Giuseppe Di Martino, regista e sceneggiatore italiano († 1994)
- 18 marzo - Frank Gatski, giocatore di football americano statunitense († 2005)
- 18 marzo - John P. Lewis, economista statunitense († 2010)
- 18 marzo - Basso Sciarretta, artista, scultore e pittore italiano († 2006)
- 19 marzo - Spartaco Bandinelli, pugile italiano († 1997)
- 19 marzo - Émile Bongiorni, calciatore francese († 1949)
- 19 marzo - Tommy Cooper, attore, comico e regista britannico († 1984)
- 19 marzo - Aurelio Morandi, aviatore italiano († 1945)
- 19 marzo - Joseph Nguyễn Phụng Hiểu, vescovo cattolico vietnamita († 1992)
- 19 marzo - Giovanni Pisanu, vescovo cattolico italiano († 2000)
- 19 marzo - Joseph-Marie Trịnh Văn Căn, cardinale e arcivescovo cattolico vietnamita († 1990)
- 20 marzo - Maria Luisa Falorni, psicologa italiana († 2002)
- 20 marzo - Usmar Ismail, regista, sceneggiatore e produttore cinematografico indonesiano († 1971)
- 20 marzo - Henri Labussière, attore e doppiatore francese († 2008)
- 20 marzo - Amadou-Mahtar M'Bow, educatore e funzionario senegalese († 2024)
- 20 marzo - Isa Pizzoni, scultrice italiana († 2008)
- 20 marzo - Alfréd Rényi, matematico ungherese († 1970)
- 20 marzo - Velia Sacchi, partigiana e giornalista italiana († 2015)
- 20 marzo - Daniel Philip Waley, storico inglese († 2017)
- 21 marzo - Abd al-Salam Arif, militare e politico iracheno († 1966)
- 21 marzo - Vasilij Iosifovič Džugašvili, generale sovietico († 1962)
- 21 marzo - Hilda Gadea, economista peruviana († 1974)
- 21 marzo - Paco Godia, pilota automobilistico spagnolo († 1990)
- 21 marzo - André Goeuriot, cestista francese († 1973)
- 21 marzo - Arthur Grumiaux, violinista belga († 1986)
- 21 marzo - José Méndez Asensio, arcivescovo cattolico spagnolo († 2006)
- 21 marzo - Marcello Pagnini, critico letterario e anglista italiano († 2010)
- 21 marzo - Jair Rosa Pinto, calciatore e allenatore di calcio brasiliano († 2005)
- 21 marzo - Hossein Soudipour, cestista e allenatore di pallacanestro iraniano († 2017)
- 22 marzo - Jean Bruce, scrittore francese († 1963)
- 22 marzo - Mauro Casini, compositore e direttore d'orchestra italiano († 1983)
- 22 marzo - George Crowe, giocatore di baseball e cestista statunitense († 2011)
- 22 marzo - Nino Manfredi, attore, regista e sceneggiatore italiano († 2004)
- 22 marzo - Norbert Schmelzer, politico e imprenditore olandese († 2008)
- 23 marzo - Brynley Allen, calciatore gallese († 2005)
- 23 marzo - Donald Campbell, pilota automobilistico britannico († 1967)
- 23 marzo - Giannīs Lamprou, cestista e altista greco († 1998)
- 23 marzo - Samson Iosifovič Samsonov, regista cinematografico sovietico († 2002)
- 24 marzo - Franciszek Blachnicki, presbitero polacco († 1987)
- 24 marzo - Giorgio Guerrini, politico italiano († 2003)
- 24 marzo - Wilson Harris, scrittore guyanese († 2018)
- 24 marzo - Harald Philipp, regista, sceneggiatore e attore tedesco († 1999)
- 24 marzo - Vittorio Piola, vescovo cattolico italiano († 1993)
- 24 marzo - Mehdi Rahimi, generale iraniano († 1979)
- 24 marzo - Hélène Rochas, imprenditrice francese († 2011)
- 24 marzo - Vasilij Vasil'evič Smyslov, scacchista russo († 2010)
- 25 marzo - Lucia Alberti, astrologa italiana († 1995)
- 25 marzo - Mario Cervi, giornalista, saggista e storico italiano († 2015)
- 25 marzo - Mary Douglas, antropologa britannica († 2007)
- 25 marzo - Alessandra di Grecia, regina greca († 1993)
- 25 marzo - Nancy Kelly, attrice statunitense († 1995)
- 25 marzo - Simone Signoret, attrice e scrittrice francese († 1985)
- 26 marzo - Gabriel Braun, calciatore francese († 1983)
- 26 marzo - John Leonard Eriksson, micologo svedese († 1995)
- 27 marzo - Giuseppe Bacci, illustratore e pubblicitario italiano († 2018)
- 27 marzo - Moacir Barbosa, calciatore brasiliano († 2000)
- 27 marzo - Toni Berger, attore tedesco († 2005)
- 27 marzo - Hélène Berr, scrittrice francese († 1945)
- 27 marzo - Giovan Battista Bertagni, militare e partigiano italiano († 2007)
- 27 marzo - Giacomo Buranello, partigiano italiano († 1944)
- 27 marzo - Fletcher Markle, regista e produttore cinematografico statunitense († 1991)
- 27 marzo - Gianni Mineo, partigiano italiano († 1987)
- 27 marzo - Ivan Rabuzin, pittore croato († 2008)
- 27 marzo - Walter Sabadini, politico italiano († 2001)
- 28 marzo - Lucien Acou, ciclista su strada, pistard e dirigente sportivo belga († 2016)
- 28 marzo - Gerardo Bernard, calciatore italiano († 1999)
- 28 marzo - Domenico Bosi, allenatore di calcio e calciatore italiano († 2021)
- 28 marzo - Aubrey Davis, cestista e giocatore di baseball statunitense († 1996)
- 28 marzo - Herschel Grynszpan, assassino polacco
- 28 marzo - Lanfranco Zucalli, politico italiano († 2006)
- 28 marzo - Dirk Bogarde, attore, cantante e scrittore britannico († 1999)
- 29 marzo - Giorgio Chiesura, scrittore e magistrato italiano († 2003)
- 29 marzo - Viggo Jensen, calciatore danese († 2005)
- 29 marzo - Howie Rader, cestista statunitense († 1991)
- 29 marzo - Len Rader, cestista statunitense († 1996)
- 29 marzo - Claire Schillace, giocatrice di baseball statunitense († 1999)
- 29 marzo - Adriana Serra, attrice, conduttrice televisiva e annunciatrice televisiva italiana († 1995)
- 29 marzo - Fiorentino Sullo, politico italiano († 2000)
- 30 marzo - Nicola Bellisario, politico italiano († 2015)
- 30 marzo - Oto Ferenczy, compositore slovacco († 2000)
- 30 marzo - Pavol Hnilica, vescovo cattolico slovacco († 2006)
- 30 marzo - George Mountford, calciatore inglese († 1973)
- 31 marzo - Laura Conti, partigiana, medica e ambientalista italiana († 1993)
- 31 marzo - Glauco Lolli Ghetti, armatore e dirigente sportivo italiano († 2006)
- 31 marzo - Martin Löb, matematico e logico tedesco († 2006)
- 31 marzo - Ignazio Pirastu, politico italiano († 2011)
- 31 marzo - Pierre Ranzoni, calciatore francese († 1999)
- 31 marzo - Luciano Rossi Levi, calciatore italiano († 1987)
- 31 marzo - Franco Rossi, violoncellista italiano († 2006)